# Pomnik Mieszka I w Cieszynie
Pomnik Mieszka I w Cieszynie – pomnik dedykowany założycielowi linii Piastów cieszyńskich Mieszkowi I (ur. 1252/1256, zm. 1314 lub 1315), odsłonięty w 1931 roku w Cieszynie.

## Historia
Pierwotnie istniał w tym samym miejscu pomnik cesarza Franciszka Józefa I, uszkodzony w 1918 i rozebrany dwa lata później na polecenie aliantów. W 1928 z inicjatywy burmistrza ks. Józefa Londzina podjęto decyzję o upamiętnieniu pierwszego cieszyńskiego Piasta – Mieszka cieszyńskiego. Twórcą brązowego posągu księcia był Jan Raszka. Pomnik odsłonięto 21 czerwca 1931, a uroczystości były transmitowane przez Polskie Radio. W czasie II wojny światowej z monumentu usunięto posąg Mieszka. Przechowano go na dziedzińcu Muzeum w Cieszynie. Posąg powrócił nad Olzę w 1957.

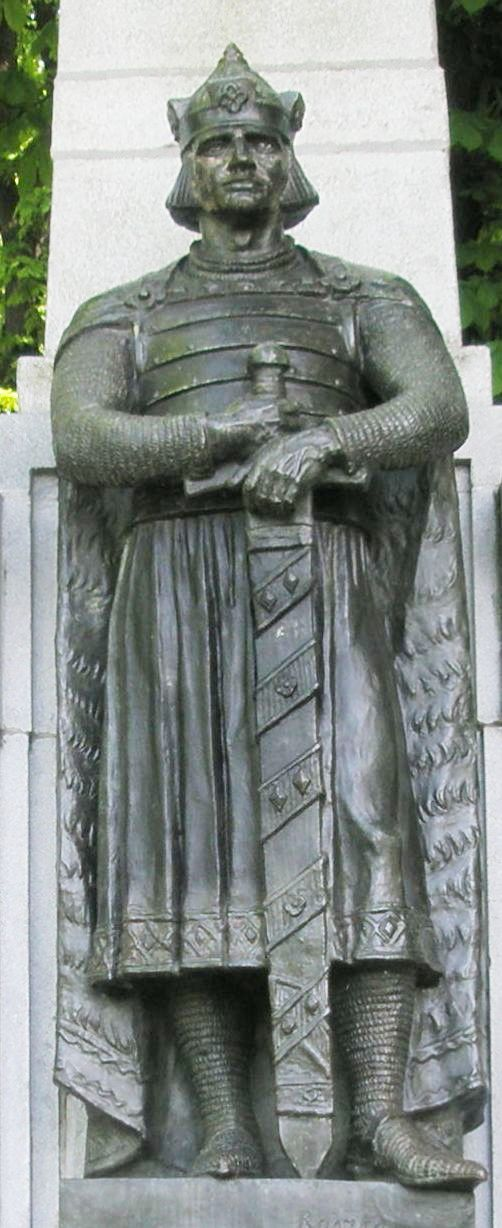
Postać władcy
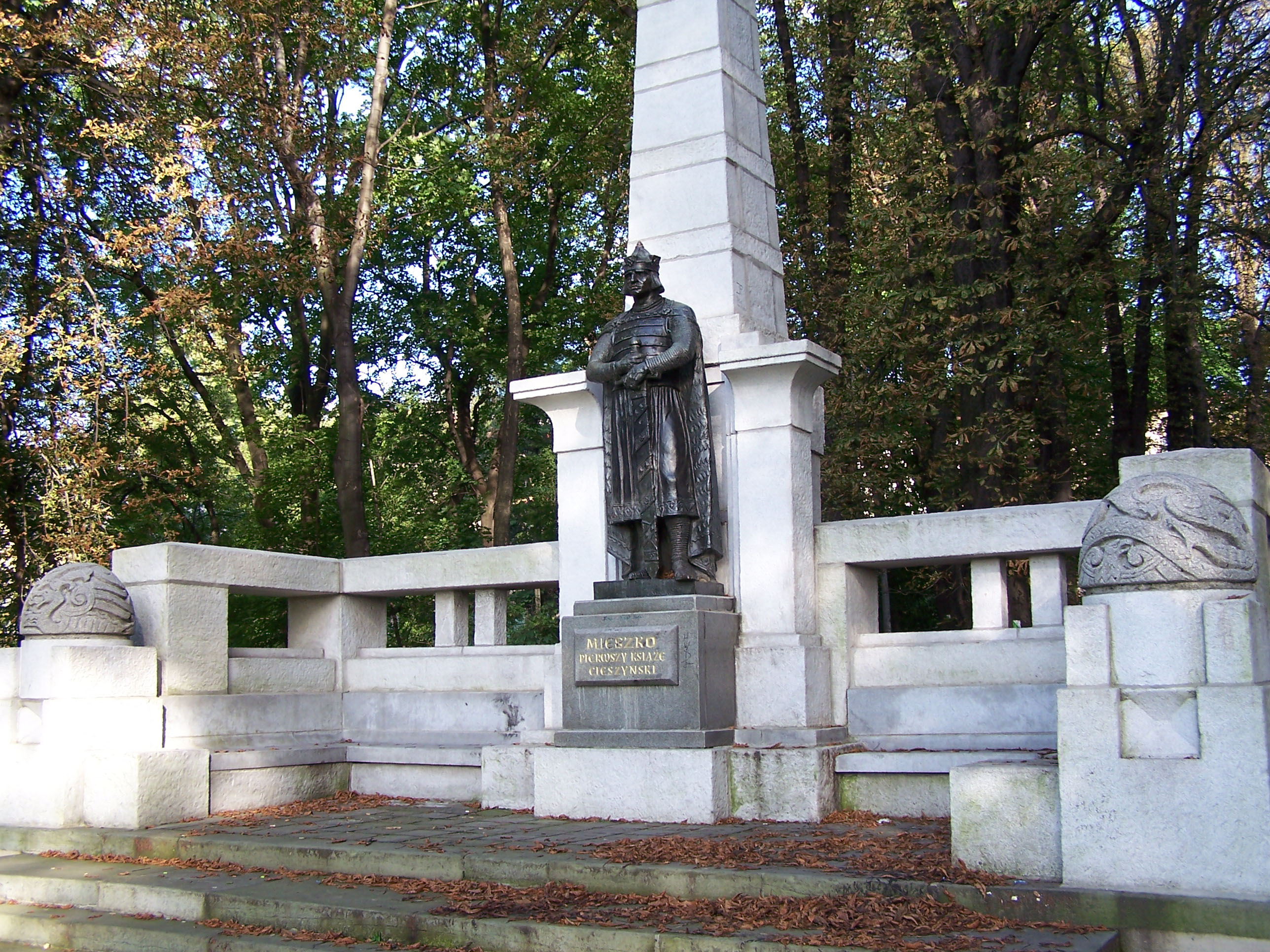
Dolna część